# تسرنیتسا (واروارین)

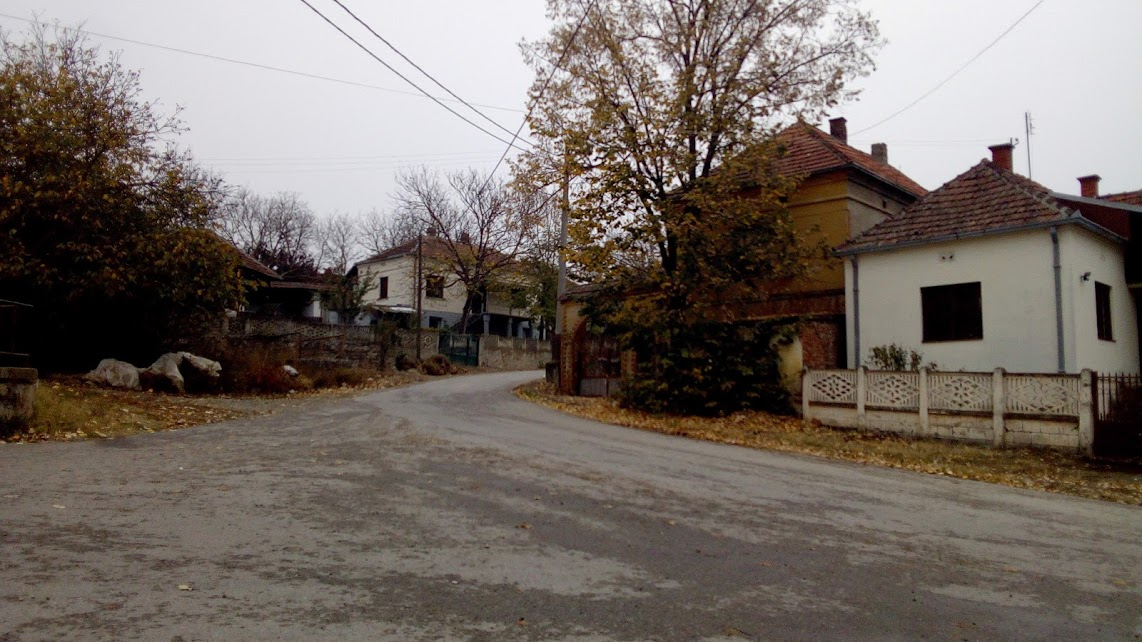
واروارین

تسرنیتسا (به صربی: Cernica) یک روستا در صربستان است که در ورورین واقع شده‌است. تسرنیتسا ۲۷۵ نفر جمعیت دارد.